# Eugen-Haas-Halle
Die Eugen-Haas-Halle ist eine Sporthalle in der nordrhein-westfälischen Stadt Gummersbach. Sie war bis 2013 die Heimspielstätte des deutschen Handballvereins VfL Gummersbach und bietet 2100 Plätze. Die Halle ist nach Eugen Haas benannt, dem 1995 verstorbenen, langjährigen Präsidenten des VfL Gummersbach.

## Geschichte

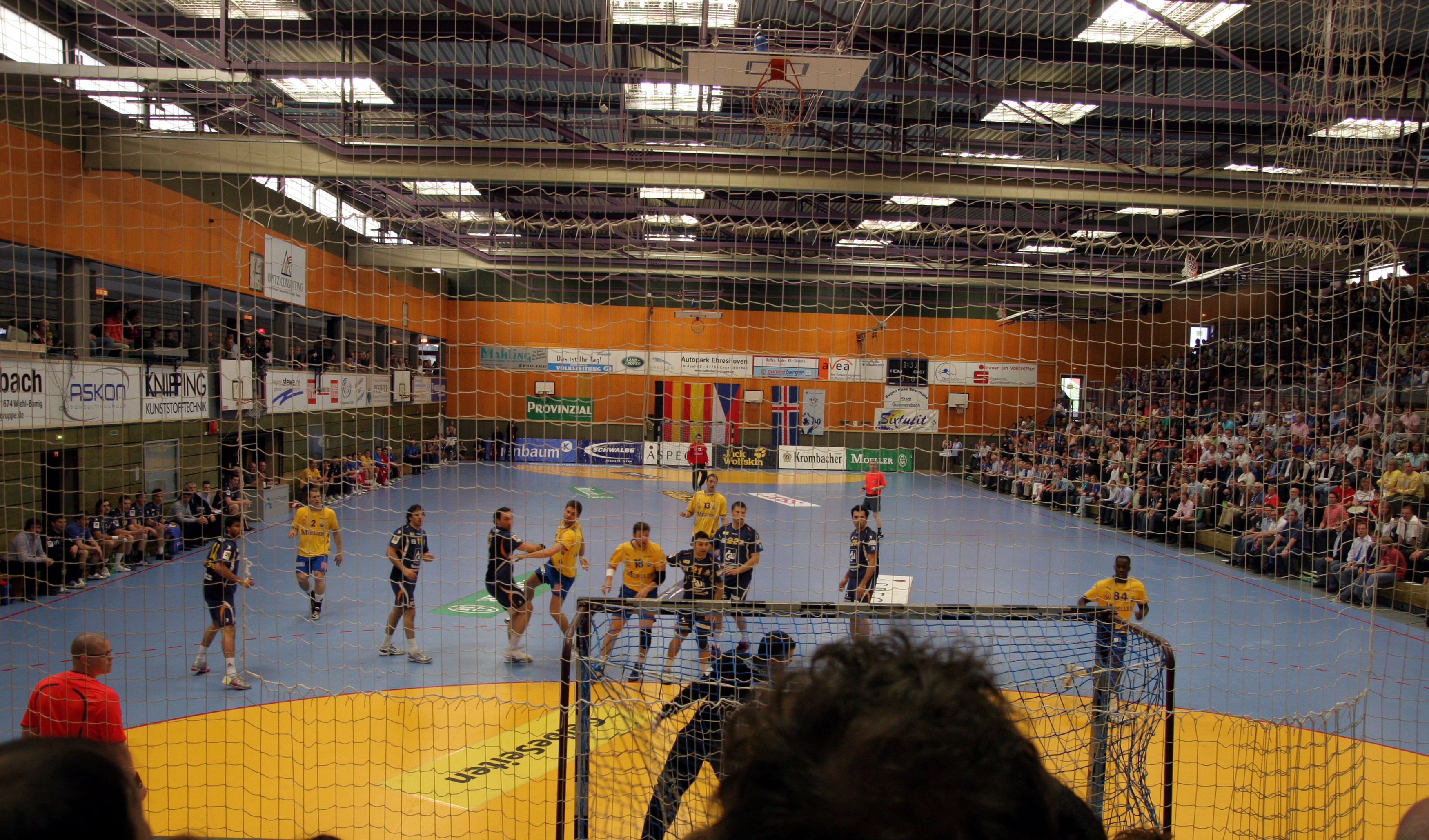
Ein Spiel im EHF-Pokal am 26. April 2009 zwischen dem VfL Gummersbach und BM Aragón.

Seit Beginn des Profihandballs beim VfL Gummersbach diente die Halle als Heimspielstätte des oberbergischen Handballvereins. In der Saison 2008/09 fanden fast alle Heimspiele in der Kölner Lanxess Arena statt. Da sich der Umzug in die für den Bundesligaalltag überdimensionierte Multifunktionshalle wirtschaftlich nicht rechnete, kehrte man wieder ins Oberbergische zurück. Einige der EHF-Pokal-Spiele wurden in der gleichen Saison jedoch in der Eugen-Haas-Halle ausgetragen.
Wegen der geringen Zuschauerkapazität der Eugen-Haas-Halle wurde seit dem 17. Oktober 2012 die Schwalbe-Arena mit etwa 4100 Plätzen gebaut und am 9. und 10. August 2013 rechtzeitig zur neuen Erstligasaison mit einem Viererturnier in der alten und der neuen Spielstätte eingeweiht. Trotz des Hallenneubaus in Gummersbach hatte das Präsidium der Handball-Bundesliga im August 2012 entschieden, dass die Eugen-Haas-Halle für die Saison 2012/13 umgebaut werden muss. Inhalt der Umbaumaßnahmen ist die Aufrüstung der Beleuchtung auf 1200 Lux Beleuchtungsstärke sowie der Bau einer zweiten Tribüne.
Nach dem Auszug der VfL nutzen die Handballer des TV Strombach aus dem gleichnamigen Stadtteil sie als Hauptspielstätte.